# ARSAT-3
O ARSAT-3 é um satélite de comunicação geoestacionário argentino da série ARSAT, que está sendo construído pela empresa argentina INVAP, ele será colocado na posição orbital de 81 graus oeste e será operado pela ARSAT (Empresa Argentina de Soluciones Satelitales Sociedad Anonima). O satélite será baseado na plataforma ARSAT-3K e sua vida útil estimada será de 15 anos.

## Lançamento
O satélite está programado para ser lançado ao espaço no ano de 2025, por meio de um veículo Ariane 5 ECA, a partir do Centro Espacial de Kourou, na Guiana Francesa. Ele terá uma massa de lançamento de 3000 kg.

## Cobertura
O ARSAT-3 fornecerá serviços de dados, telefone e de transmissão de televisão para o continente americano.